# Torre de la Panadella
La torre de la Panadella és un edifici de Montmaneu (Anoia) declarat bé cultural d'interès nacional. Des de l'alçada d'aquesta torre de defensa, dita el Castellot, hom pot veure les terres properes de la Segarra fins a la seva capital, i les valls que conforma el barranc de la Panadella, en el seu viatge fins a l'Anoia i el mar. L'antiga torre de defensa o antic castell, havia de controlar el camí ral que passava per l'anomenat coll de la Panadella, el pas natural entre la zona costanera i l'interior del país.

## Descripció
Torre de defensa i vigilància. No es conserva gaire de la seva alçada, però el diàmetre és visible i deu ésser d'uns 5m. És de base rodona, cilíndrica i el mur està tot integrat per petites finestretes quadrades i sobre d'aquestes, altres finestres, més petites, rodones. Construïda amb pedra local
Es troba molt destruïda i conserva uns 4 o 5 m d'alçada. L'accés es feia per una poterna situada a una alçada superior a 2 m, a través de la qual s'arribava a un sostre construït amb embigat de fusta.

## Història
Domina l'antic camí ral d'Aragó, en direcció a Lleida. A reserva de fer treballs d'excavació que ho confirmin, es dubta si és l'antic castell de Montmaneu, documentat el 1070. També hi ha la creença que en aquest espai que avui ocupa la torre circular, anteriorment es trobés la fortalesa de la Panadella, citada des de l'any 1242 any en què, en testar Guillem de Pujalt deixà al monestir de Santes Creus el seu castell de la Panadells. Aquesta donació fou confirmada i ratificada per Guillem de Cervera l'anys 1252. El 1325 el lloc i el terme de la Panadell es trobava sota l jurisdicció reial.
La torre de la Panadella que ha arribat fins als nostres dies enrunada, i que sembla en un primer moment una antiga torre de defensa dels segles X-XI, no és d'aquest temps. Hi ha qui diu que és medieval, del XIV o XV, però tampoc ho sembla. La torre té unes obertures, algunes en forma d'espitllera, però aquestes són més grans que les típiques medievals. Tampoc sembla una construcció dels segles XVI o XVII per combatre el bandolerisme. La torre és del segle xix. La seva funció: la mateixa que la primitiva torre que hi havia abans que aquesta ; controlar el camí, en un segle també de gran inestabilitat, primer, per la Guerra del Francès -1808-1814- després, per les guerres carlines. Les restes d'aquesta torre queden com a testimoni d'un passat vinculat amb aquesta zona estratègica, a la vora de l'ancestral camí ral. Es va utilitzar com a torre de telegrafia òptica de la línia militar de Barcelona a Lleida.